# Bünsow-Land
Koordinaten: 78° 32′ N, 17° 0′ O

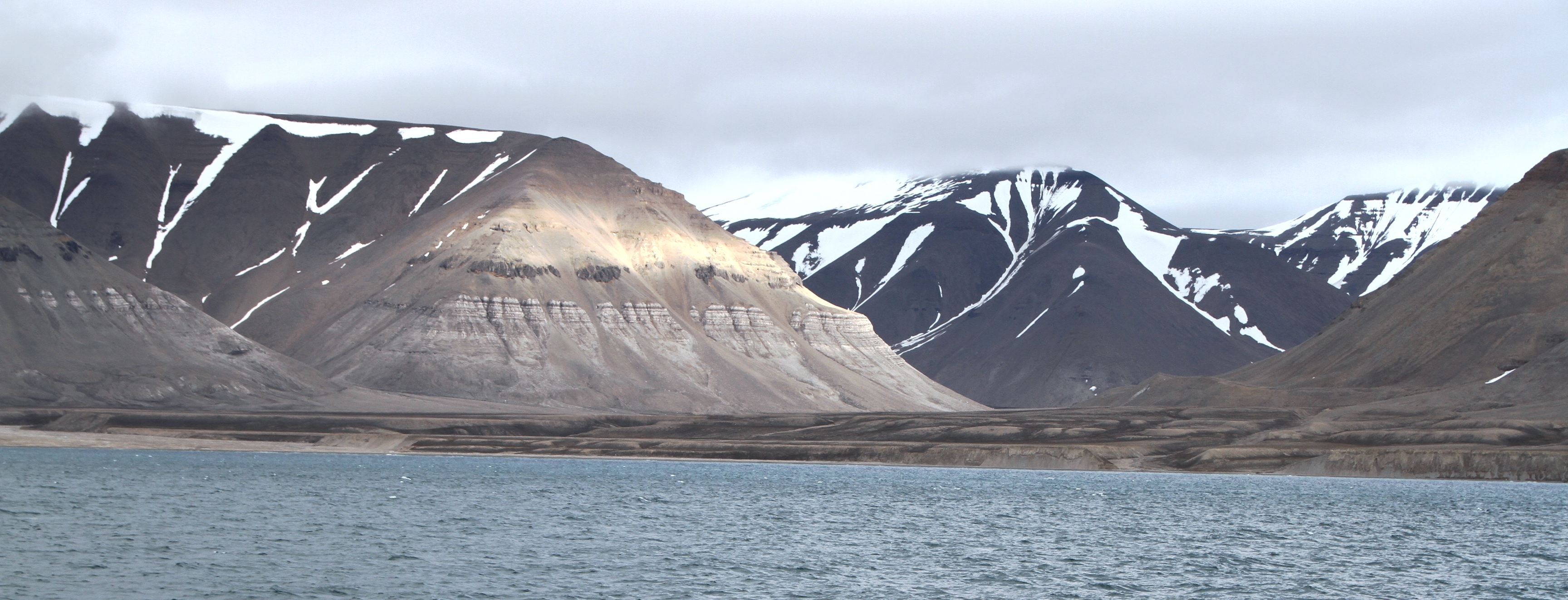
Blick vom Billefjord auf Bünsow-Land

Bünsow-Land ist eine Halbinsel auf der Insel Spitzbergen in Svalbard.

## Geografie
Bünsow-Land liegt nördlich von Nordenskiöld-Land und westlich von Sabine-Land. Im Norden und Osten grenzt es an Olav-V-Land. Die Grenzgletscher sind der Nordenskiöldbreen, Lomonosovfonna und Tunabreen. Auf diesen führt die übliche Route nach Norden, etwa für Exkursionen nach Pyramiden oder zum Newtontoppen. Im Süden und Westen wird die Halbinsel durch die drei innersten Arme des Isfjorden begrenzt: Tempelfjorden, Sassenfjorden und Billefjorden.

## Tourismus
Bünsow-Land liegt in der Management Area 10, darf also von Touristen ohne Bewilligung frei betreten werden. Beliebt sind Ausflüge mit Motor- oder Hundeschlitten von Longyearbyen an den Tempelfjord, wo im Frühjahr meist die Noorderlicht im Eis eingefroren liegt und als temporäres Hotel dient, oder nach der verlassenen Bergbausiedlung Pyramiden nordwestlich von Bünsow-Land. In der Adolfbukta im Norden von Bünsow-Land, auf dem Weg nach Pyramiden, wurde kürzlich eine neue Hütte als Ausgangspunkt für touristische Expeditionen errichtet.

## Etymologie
Bünsow-Land trägt seinen Namen zu Ehren von Friedrich Christian Ernestus Bünsow, einem schwedischen Geschäftsmann, der sich wesentlich an Gerard Jakob De Geers Spitzbergen-Expedition von 1896 beteiligt hat.